# Leucodecton sorediiferum
Leucodecton sorediiferum är en lavart som beskrevs av Frisch. Leucodecton sorediiferum ingår i släktet Leucodecton och familjen Graphidaceae.   Inga underarter finns listade i Catalogue of Life.